# Musée Rodin
Musée Rodin (Rodinovo muzeum) je muzeum založené v roce 1919, které uchovává a zpřístupňuje život a dílo francouzského umělce Augusta Rodina (1840–1917) a jeho žačky Camille Claudelové (1864–1943). Muzeum sídlí na dvou místech. V Paříži v Hôtel Biron na ulici Rue de Varenne č. 79 v 7. obvodu a ve ville Brillants v Meudonu na Avenue Auguste-Rodin č. 19. Na obou místech je uloženo přes 6 600 soch, 8 000 výkresů, 8 000 fotografií a 7 000 uměleckých předmětů. Celková rozloha muzea činí 45 900 m2. Se 700 000 návštěvníky ročně patří k nejnavštěvovanějším muzeím ve Francii a zároveň mezi 20 nejnavštěvovanějších pařížských pamětihodností.

## Sbírky

Musée Rodin, Paris.

Muzejní sbírky jsou velmi rozmanité, protože Rodin kromě toho, že tvořil, byl sám sběratel. Vystaveny jsou především sochy, kresby a obrazy. Staré fotografie však z důvodu trvalého zachování nemohou být součástí trvalé expozice.
Muzeum vlastní významné Rodinovy sochy jako Muž se zlomeným nosem, Myslitel, Adam a Eva, Balzac, Měšťané z Calais, Brány pekla aj. Umělcovy kresby zachycují krajiny v Belgii a Itálii, architekturu, ale i erotické akty nebo portréty. Rodin rovněž spolupracoval s mnoha fotografy jako Eugène Druet, Jacques-Ernest Bulloz, Adolphe Braun, Edward Steichen, Stephen Haweis, Henry Coles a Jean-François Limet. V posledních dvaceti let svého života se Rodin věnoval sbírání uměleckých předmětů, v jeho zájmu byla antika – starověký Egypt, Řecko a Řím nebo Střední východ. Koupil též obrazy Vincenta van Gogha a Augusta Renoira. Svá díla vyměňoval s dalšími umělci jako Jean-Paul Laurens, Alexandre Falguière, Aimé-Jules Dalou, Eugène Carrière, Alphonse Legros, Claude Monet, Fritz Thaulow, Ignacio Zuloaga a Jacques-Emile Blanche. Tyto práce je možné vidět v muzeu.
V roce 1952 byl paláci Biron vyčleněn prostor i pro významnou Rodinovu žákyni a přítelkyni Camillu Claudelovou.